# ITF Women Open Maribor
L'ITF Women Open Maribor è un torneo professionistico femminile di tennis giocato su campi in cemento indoor del Branik Tenis Klub. Fa parte dell'ITF Women's Circuit. Si gioca annualmente a Maribor in Slovenia

## Albo d'oro

### Singolare
| Anno        | Campionessa      | Finalista         | Punteggio     |
| ----------- | ---------------- | ----------------- | ------------- |
| 2025        | Antonia Ruzic    | Linda Klimovicova | 6–1, 4–6, 6–3 |
| 2024        | Dominika Salkova | Talia Gibson      | 6–2, 6–4      |
| ↑ ITF W75 ↑ |                  |                   |               |
| 2023        | Mai Hontama      | Clara Tauson      | 6–4, 3–6, 6–4 |
| ↑ ITF W40 ↑ |                  |                   |               |

### Doppio
| Anno        | Campionesse                           | Finaliste                            | Punteggio |
| ----------- | ------------------------------------- | ------------------------------------ | --------- |
| 2025        | Julie Belgraver Urszula Radwanska     | Yuriko Lily Miyazaki Jessika Ponchet | 6–1, 6–4  |
| 2024        | Eden Silva Anastasia Tikhonova (2)    | Luksika Kumkhum Peangtarn Plipuech   | 7–5, 6–3  |
| ↑ ITF W75 ↑ |                                       |                                      |           |
| 2023        | Sofya Lansere Anastasia Tikhonova (1) | Irina Maria Bara Andreea Mitu        | 6–3, 6–2  |
| ↑ ITF W40 ↑ |                                       |                                      |           |